# Siham Es Sad
Siham Es Sad, née le 2 août 2000, est une coureuse cycliste marocaine.

## Palmarès sur piste

### Championnats d'Afrique
- Casablanca 2018
  -  Médaillée de bronze de la poursuite par équipes
- Le Caire 2020
  -  Médaillée de bronze de la poursuite par équipes

## Palmarès sur route
- 2017
  -  Championne du Maroc sur route juniors
  -  Championne du Maroc du contre-la-montre juniors
- 2018
  -  Championne du Maroc du contre-la-montre juniors
  - 2e du championnat du Maroc sur route juniors
- 2022
  - 2e du championnat du Maroc du contre-la-montre